# Coula edulis
Espèce
Classification phylogénétique
Coula edulis, aussi appelé noisetier d'Afrique est une espèce de Coula de la famille des Olacaceae (ou des Coulaceae selon la classification APG III).
C'est un arbre fruitier des régions tropicales.

## Noms communs
noisetier d'Afrique.
- Loango : koumounou[3]
- sur la côte du Gabon : Coula[3]
- Bakoko : koumoun[2]
- Bakundu : bokoumia
- Bakwéri : wokomea
- Bassa : omôl
- Batanga : bokpuda
- Boulou : ewomé
- Douala : voula
- Ewondo : ewomé
- Fang : ngom
- Ibo : oudi
- Mvaé : ewomé
- Pygmée Bagielli : ngouma
- Pygmée Baka : mengom[2]

Anglais : African walnut.

## Synonymes
- Coula cabrae De Wild. & T.Durand (1899)
- Coula edulis var. cabrae (De Wild. & T.Durand) J.Léonard (1947)
- Coula utilis S.Moore (1920)[5]

## Description
C'est un arbre moyen de l'étage inférieur de la forêt et du sous-bois, atteignant 25 à 30 m de hauteur.
Description par son auteur Henri Baillon :
Arbre à rameaux ronds, glabres, dont les extrémités comme toutes les parties jeunes de la plante sont couvertes d'une légère pubescence ferrugineuse.
Feuilles
Les feuilles sont alternes, dépourvues de stipules, pétiolées, ovales, aiguës, à base ou arrondie ou obtusément cunéiforme, brusquement pointues au sommet terminé en pointe (huit à dix centimètres de longueur, cinq de largeur), entières, à bords réfléchis, coriaces, glabres et brillantes au-dessus, ferrugineuses en dessous, penninerves, nervures médiane et primaires peu accusées en dessous, concaves en dessus et à veines peu apparentes. Pétioles convexes en dessous, en dessus canaliculés et glabres, pubérules et ferrugineux à l'état jeune (1,5 cm de long).
Fleurs
Fleurs hermaphrodites en grappes, de la longueur à peu près du pétiole, axillaires ou quelquefois intraxillaires, composées, recouvertes en totalité de poils ferrugineux. Pédoncule court, un peu épaissi au sommet, pubérule ; calice (ou bourrelet pédonculaire) annulaire court, coriace, indivis, glabre, et persistant (?) Corolle infère, pétales sub-coriaces, libres, épais, parcourus de sillons inégaux en dedans, pubescents, précocement caducs et disposés dans le bouton en préfloraison valvaire. 

L'androcée est constitué par 20 étamines également hypogynes et qui, si l'on en juge par leur taille relative, appartiennent à trois verticilles différents ; les 5 plus grandes étamines répondent à l'intervalle de 5 pétales et les 5 plus petites sont superposées à ces pétales en face de leur ligne médiane. Il y a en outre, à droite et à gauche de chaque petite étamine, une étamine de chaque côté de la ligne médiane du pétale. Ces deux étamines superposées par conséquent chacune à une moitié du pétale correspondant, sont égales entre elles, mais plus grandes que l'étamine qui est entre elles deux et plus petites que celle qui alterne avec deux pétales voisins. Chaque étamine se compose d'un filet libre et d'une anthère tétragone un peu aplatie de dehors en dedans, introrse et déhiscente par deux fentes longitudinales.
Le pistil se compose d'un ovaire supère, large et surbaissé, présentant intérieurement la forme d'un cylindre sur la paroi convexe duquel se remarquent des sillons verticaux déprimés qui répondent aux filets staminaux. Ceux-ci s'appliquent et se moulent, par leur face interne, dans ces dépressions. Au sommet, l'ovaire s'atténue en un style unique surbaissé dont l'extrémité, à peine élargie, forme un petit stigmate.
L'ovaire est uniloculaire avec un placenta central libre qui ne s'élève pas tout à fait jusqu'au sommet de la loge. De l'extrémité supérieure de ce placenta, pendent trois ovules. Un de ces ovules est superposé à une foliole de la corolle, les deux autres se trouvent en face de l'intervalle de deux pétales. Dans sa partie inférieure, l'ovaire n'est plus uniloculaire, mais bien séparé en 3 logettes incomplètes, par des cloisons partielles qui séparent les ovules les uns des autres dans leur portion inférieure et libre.
Telle est l'organisation la plus fréquente de la fleur, mais elle est sujette à varier. Ainsi les étamines peuvent être réduites au nombre de 15, parce que les 5 plus petites d’entre elles, celles qui sont en face de la ligne médiane des pétales viennent parfois à manquer. Ailleurs, des modifications plus profondes peuvent survenir, le nombre des pièces de la corolle diminuant, tandis que le nombre des ovules est augmenté. Il y a, en effet, des fleurs à 4 pétales et à 4 ovules alternes avec les pétales, avec 4 fosses ou loges incomplètes dans le fond de l'ovaire. Avec 4 pétales, il n'y a au plus que 16 étamines, savoir : 3 étamines en face de chaque pétale et une étamine en face de l'intervalle des pétales. Mais aussi la petite étamine qui répond au milieu du pétale peut manquer et l'androcée être ainsi réduit à 12 pièces.
Fruits

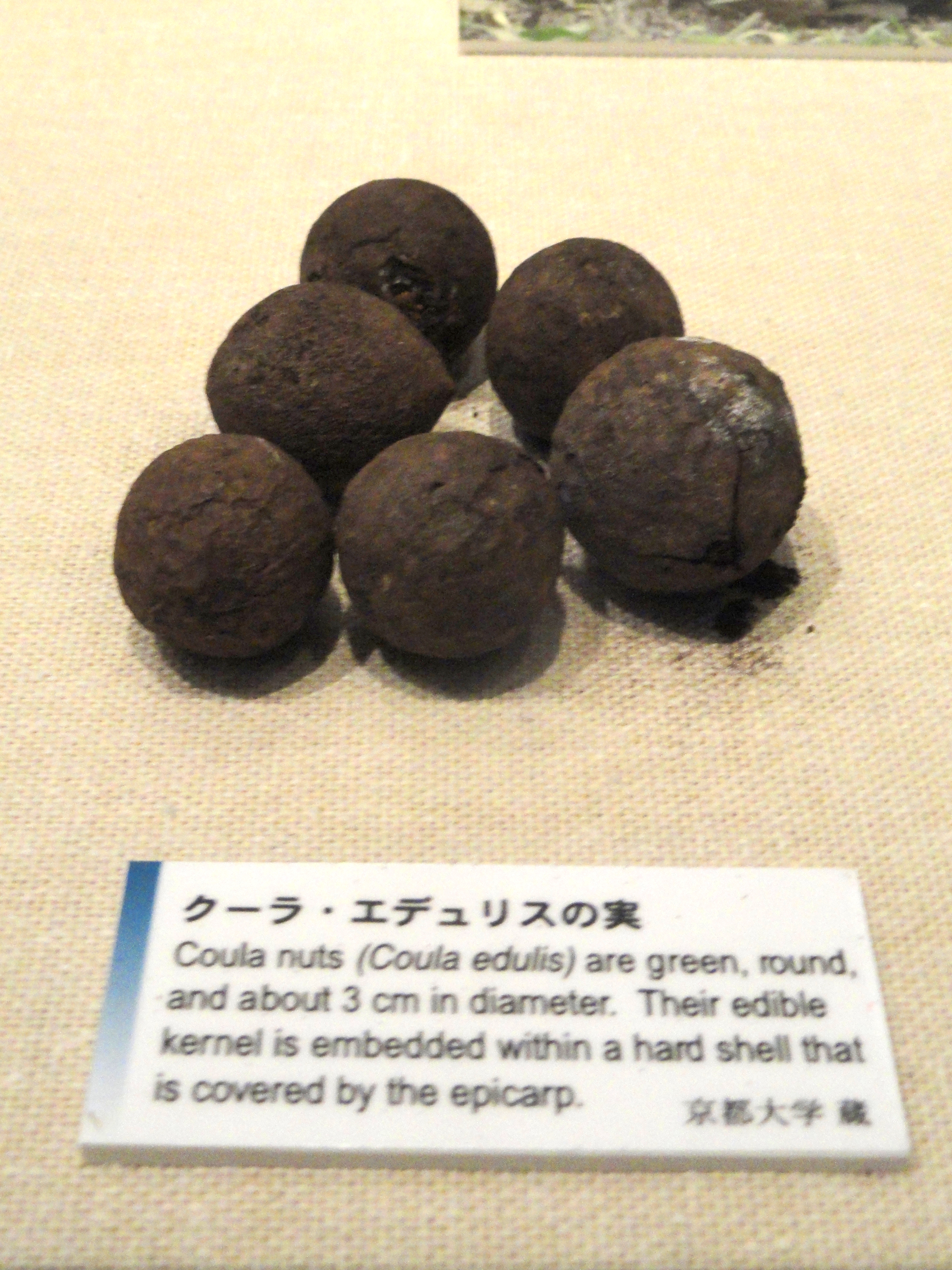
Noix de Coula edulis

Selon Baillon, le fruit du Coula présente extérieurement une grande analogie avec celui du noyer. C'est aussi une drupe à sarcocarpe peu épais et légèrement coriace. Mais sa forme est moins allongée, c'est celle d'une sphère légèrement aplatie vers le pôle supérieur. Ce fruit est indéhiscent et son noyau ne s'ouvre jamais comme celui de la noix ; mais le brou se détruit graduellement dans les couches extérieures. L'endocarpe est très dur et très épais ; les habitants le brisent entre deux pierres afin d'en extraire la graine qu'ils mangent seule. Un épicarpe mince et lisse recouvre le brou, et l'intérieur du noyau est tapissé d'une couche brunâtre molle et subéreuse dont l'origine nous échappe. Une seule graine sphérique remplit toute la cavité du péricarpe. A son point d'attache, répond une légère dépression. Les téguments séminaux sont au nombre de deux, l'intérieur est une membrane mince, sèche et dure, brun foncé ; l'enveloppe extérieure, plus épaisse et plus pâle, est de consistance subéreuse.
Heckel émet des réserves sur cette description du fruit par Baillon : pour lui, le fruit, après ablation du sarcocarpe, laisse un endocarpe dur qui présente nettement 3 lignes de suture indiquant la présence de 3 carpelles. Cet endocarpe est assez résistant mais moins dur que l'affirme Baillon. Heckel ajoute que Lecomte a lui aussi corrigé dans le même sens l'affirmation de Baillon,.
En dedans on trouve un albumen très abondant et charnu dont le goût rappelle un peu celui du pain bis. A sa partie supérieure, cet albumen est creusé d’une cavité qui renferme l'embryon, et, de la base de cette cavité jusqu'à la chalaze, on aperçoit un canal étroit, à paroi mal limitée, dilaté du côté de la chalaze.
Ce canal représente probablement l'analogue du vas umbilicale que Malpighi (Anatome plantarum ; de seminis generatione, 57, t. 38) avait, dès 1675, si bien observé clans la graine de l'amandier et de quelques autres plantes. Et, s'il en est ainsi, nous serions porté à admettre que l'albumen du Coula est d'origine purement nucellaire, ce qui demande à être vérifié.
Heckel ajoute que cet albumen est d'un beau blanc ; il est huileux et féculent tout à la fois, et renferme une quantité notable de fécule de forme sphérique spéciale avec des rayonnements réguliers partant du hile placé au centre de la sphère. Ces grains sont minimes et mesurent de 5 à 10 microns.
L'embryon se compose d'un corps fusiforme trapu, atténué aux deux extrémités et représentant l'ensemble de la tigelle et de la radicule, et de deux cotylédons relativement peu développés, aplatis et à peu près circulaires ; ils sont appliqués exactement l'un contre l'autre et leur bord est finement crénelé.
Germination des graines
Les graines ont un taux de germination faible, de l'ordre de 0 à 20 %, à cause de la dureté et de l'épaisseur du noyau. Le transit dans l'appareil digestif de gros mammifères (par exemple l'éléphant, gros consommateur du fruit entier), aiderait la germination. De plus, cette dernière est très lente et très échelonnée (3 à 24 mois).
Résine
Ph. Van Tieghem ajoute que la tige renferme dans son écorce des poches sécrétrices spéciales, sécrétant une résine jaune brun qu'elles déversent dans la lacune où elles forment une masse de couleur foncée, presque noire ; elle n'en a pas dans sa moelle qui est hétérogène. L'écorce de la feuille, dont l'assise supérieure est fortement palissadique et qui est lacuneuse dans le reste de son épaisseur, offre aussi, çà et là sous l'assise palissadique, de pareilles poches sécrétrices. Enfin ces poches sécrétrices se retrouvent dans les diverses parties de la fleur, notamment dans la paroi de l'ovaire et plus tard sous la péricarpe du fruit. Dans l'ovaire, la résine prend une couleur bleu foncé.
Bois
Le bois, coloré en brun-rose à brun-violacé[réf. nécessaire], est renommé pour sa résistance aux termites.

## Habitat et distribution
Cet arbre pousse principalement dans les environnements tropicaux humides. On le trouve en Afrique tropicale ouest et centre-ouest (Bénin, Cabinda, Cameroun, Congo (République du Congo et République démocratique du Congo), Gabon, Ghana, Guinée, Guinée Équatoriale, Côte-d'Ivoire, Liberia, Nigeria, Sierra Leone, Zaïre).

## Utilisation

### Alimentation
Les fruits sont régulièrement consommés et commercialisés par différents groupes ethniques. Le goût de la noix rappelle celui de la noisette ou de la châtaigne. Cette noix peut être mangée fraîche, ou bien cuite, grillée ou bouillie,. Il est aussi préparé sous forme de gâteau traditionnel au Cameroun.

### Construction
Le bois peut être utilisé pour la construction de gros œuvre, ou pour fabriquer du charbon.

### Médecine
La décoction de fragments d’écorce est utilisée contre les rhumatismes ; appliquée en cataplasme, l'écorce soulage des douleurs.